# Bror Forslund

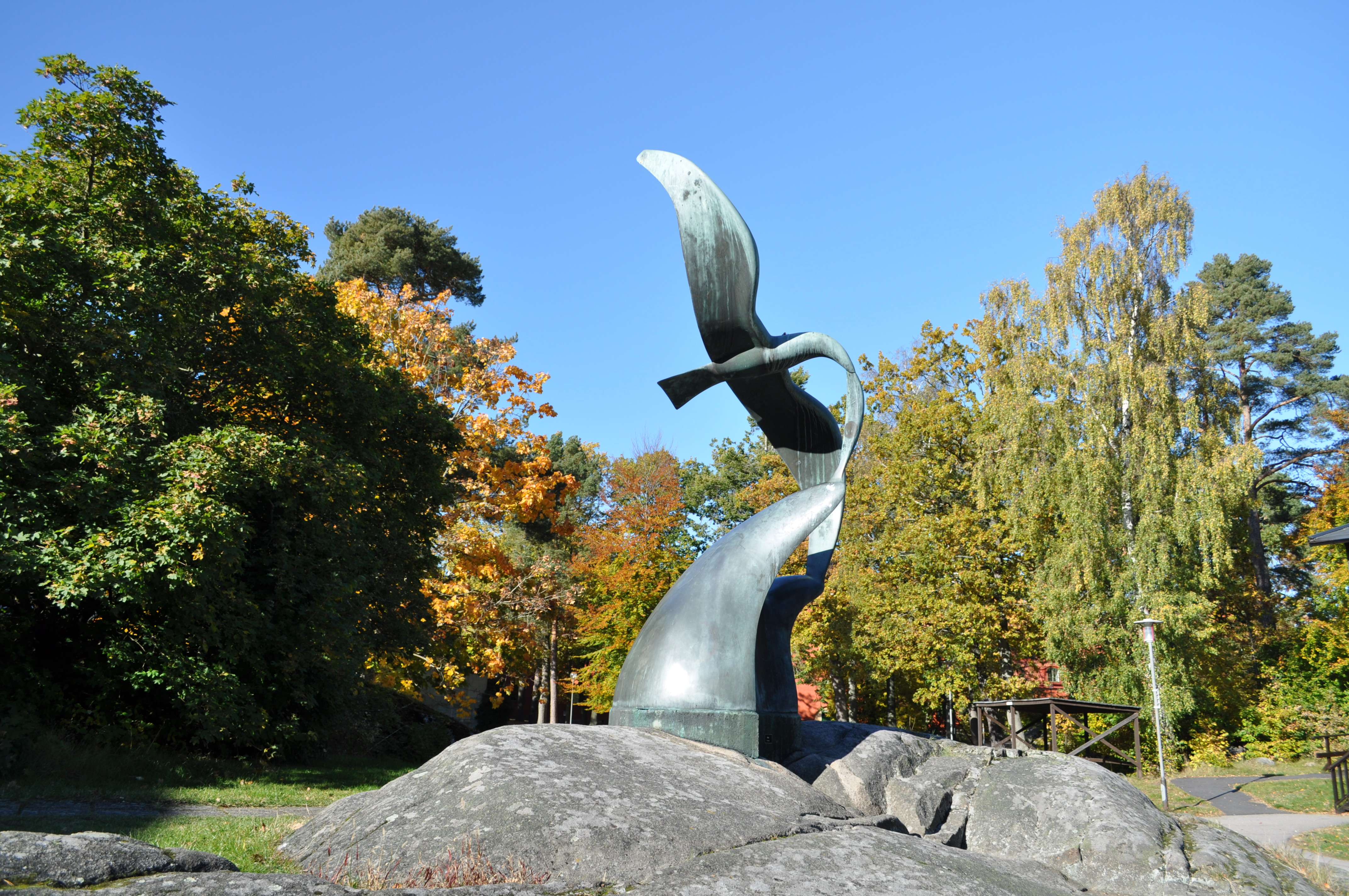
Måsen av Bror Forslund vid Väggaskolan i Karlshamn

Bror Hilding Forslund, född 13 juli 1909 i Kävlinge, död 1982, var en svensk skulptör.
Han var son till kommunalarbetaren Oscar Forslund och Kristine Nilsson och från 1937 gift med Asta Emilia Jönsson. Forslund studerade skulptur för Harald Isenstein i Köpenhamn. Tillsammans med Alfhild Elvstedt ställde han ut på Olsens Galleri i Göteborg och han medverkade i Skånes konstförenings utställningar sedan 1948. 
Bror Forslund formgav 1978 tre bronsskulpturer för Scandia Present AB. "Dansa min docka", "Ida" samt "Måsen" som också finns i stor storlek utanför Väggaskolan i Karlshamn. 
Hans konst består av en del mindre skulpturer i trä och porträttbyster bland hans större skulpturer märks flickskulpturen Ungdom från 1952. Han utförde offentliga utsmyckningsarbeten i Högby och Hässleholm. Forslund är representerad vid Karlshamns museum och Gustav VI Adolfs samling.